# Balanococcus danthoniae
Balanococcus danthoniae är en insektsart som först beskrevs av Morrison 1925.  Balanococcus danthoniae ingår i släktet Balanococcus och familjen ullsköldlöss. Inga underarter finns listade i Catalogue of Life.